# 美国诉施维默案
美國訴施維默案（United States v. Schwimmer），279 U.S. 644 (1929)，是由美國最高法院裁決的一個案件，關係到一位申請歸化的和平主義者，在面試中她表明不願意為了保衛美國而「親自拿起武器」。原本伊利諾州北區地方法院判決是無法執行指定的美國效忠誓言，但在隨後的上訴中被推翻，本案最終上訴到最高法院，最高法院判申請人敗訴，而因此否定了她成為一名美國公民的可能性。

## 細節
羅斯卡‧施維默是一位不願做出效忠誓言以成為歸化公民的和平主義者。她生於匈牙利，當她在美國演講時決定要成為一名美國公民。當被問到她是否願意「為了保衛她的國家而親自拿起武器」時，她的回答是否定的。她說她相信民主的理念，但她斷言她是一名不會妥協的和平主義者。「我對自己是屬於人類大家庭的這份廣大意識，是由所有相信人類皆為上帝之兒女者所共同擁有」。

## 法院判決
法院以六比三的決議決定其公民權應被否認。

### 由大法官巴特勒所撰寫的主要意見書
政府因為其所帶來的利益，而對於誰能夠成為歸化公民已經有建立法規來規定。「由於歸化所賦予的特權具有重大價值，本規章規定了歸化資格條件和管理程序，須被解釋為具有支持與贊同政府的明確宗旨。以及，為了避免歸化到那些不值得，或是因任何理由而未能達到需求標準的人，本法規定每個申請人都應負出示令人滿意的證據以證明其具備特定資格的責任。」法院接納政府可在必須時強迫其公民從軍的重要性。「他們的意見和信仰，以及他們的行為，表明了阻礙他們執行該項義務的意向，根據管理歸化的法定條款，是探究的主題之一，而且是至關重要的，因為如果全部或大部分的公民都反對這種防禦，那麼美國的『良好秩序和幸福』就無法長久維持下去」。施維默所稱的和平主義可能會阻礙她發展這個國家所試圖培養的民族主義的能力。她的和平主義的理由是無關緊要的，因為她還不是公民，不具有拒服兵役的公民權。

### 由大法官霍姆斯所撰寫的不同意見書
當然，這不能顯示出她對她認為可以改善的憲法原則缺乏忠誠。我想，最有智慧的人認為這可能可以。

她的一些回答可能會引起一些流行的偏見，但如果憲法中有任何一項原則比其他的都更勢在必行，那就是思想自由的原則——這不僅僅是那些與我們志同道合者思想的自由，還包括那些我們所憎恨思想的自由。

我假定貴格會教徒已經做了他們份內的事以使國家興盛，若有很多公民同意申請人的信仰，我至今不應假定我們很遺憾不能驅逐他們，因為他們比我們有些人還更相信登山寶訓。

## 重要性
法院對於國家促進民族主義之情感的權益非常重視，即使該國民族主義的信仰可能會與宗教信仰有一些衝突。然而，該案件最有名的是大法官霍姆斯有關「我們所仇恨的思想的自由」的說詞，這也成為言論自由體現在第一修正案的基本原則上的時候，最愛使用的陳述。

## 延伸閱讀
- Tennant, John S. . Michigan Law Review (The Michigan Law Review Association). 1931, 30 (1): 133–137. JSTOR 1280646. doi:10.2307/1280646.

## 外部連結
- . FindLaw. 1929-05-27  [2006-05-06]. （原始内容存档于2006-06-15）.